# Zeche Hessenbank
Die Zeche Hessenbank ist ein ehemaliges Steinkohlebergwerk in Dortmund im Stadtteil Barop. Das Bergwerk gehörte zum Amt Hoerde und befand sich südlich der Emscher im sogenannten Mentelers Feld.

## Geschichte

### Die Anfänge
Das Bergwerk wurde bereits seit dem Jahr 1735 betrieben. Abgebaut wurde der gleichnamige Flöz Hessenbank. Am 5. Januar des Jahres 1743 erfolgte die Belehnung an Johann Henrich Meimesath und Konsorten. Den Gewerken wurde das Längenfeld Hessenbank verliehen. Das Feld hatte die Größe von einer Fundgrube und acht Maaßen. Das Feld wurde in Richtung Westen gestreckt. Die Abbaurechte wurden für eine entblößte und bereits besichtigte Kohlenbank erteilt. Am 20. April desselben Jahres wurde eine Mutung eingelegt. Am 27. April desselben Jahres wurden Menteler zu Barop und Konsorten mit einem Feld der Größe einer Fundgrube und sechs Maaßen belehnt. Dieses Feld wurde in Richtung Osten gestreckt. Am 24. Juli des Jahres 1753 wurde ein weiteres Längenfeld verliehen. Im Jahr 1763 wurde das Bergwerk in Fristen gelegt. Am 6. Mai desselben Jahres erklärte der Geschworene Brenner in einem Abtretungsvertrag, dass er auf die weitere Beteiligung an der Zeche Hessenbank verzichte. Sein Mitgewerke Rezeptor Bielefeld wollte aber das Bergwerk behalten. Außerdem beabsichtigte der Gewerke Bielefeld, sich andere Mitgewerken zu nehmen und die rückständigen Rezeßgelder zu bezahlen. Der Gewerke Bielefeld suchte sich in der folgenden Zeit weitere Mitgewerken und beteiligte sie an dem Bergwerkseigentum. Die Mitgewerken erhielten hierfür freien Hausbrand von der Zeche Hessenbank. Zu dieser Zeit gehörte auch das Abbaufeld der ehemaligen Zeche Schwartze Mantel zur Berechtsame.

### Der weitere Betrieb
Am 10. November des Jahres 1767 legten Bielefeld und Konsorten die Mutung auf eine Kohlenbank ein, die sich nördlich der Hessenbank befand. Außerdem muteten die Gewerken einen im Bereich der Emscher anzulegenden Hauptstollen. Hinzu kam noch die Mutung auf alle im Freien liegenden Kohlenbänke der ehemaligen Zeche Schwarzmantel. Begehrt wurden pro Bank ein Feld von der Größe einer Fundgrube und sechs Maaßen. Den Auftrag für die Inaugenscheinnahme erhielt der Geschworene Spoerer. Im Jahr 1771 war der neue Stollen bereits aufgefahren. Der neue Stollen war auf die Nebenbänke aufgefahren worden. Das Stollenmundloch befand sich südlich der Emscher im Bereich östlich der heutigen Schmandstraße. Zusätzlich war ein Querschlag bereits ein Stück aufgefahren worden. Auf den Querschlag waren bereits zwei Schächte geteuft worden. Auf dem Bergwerk wurde auch bereits Abbau betrieben. Am 24. April desselben Jahres waren als Gewerken Rezeptor Bielefeld, Wilhelm Heitmann, Jakob Perband, Johann Henrich Rühl, Rudolph Heilmann und Hermann Mellinghaus in die Unterlagen des Bergamtes eingetragen. Die Gewerken hatten eine unterschiedlich hohe Anzahl an Kuxen.
Im Jahr 1786 war das Bergwerk in Betrieb, die abgebauten Kohlen wurden zur Feuerung der Saline Königsborn genutzt. Im Jahr 1796 wurde am Schacht Nr. 6 abgebaut. Im Jahr 1800 war der Feldschacht in Betrieb. Im Jahr 1805 war Schacht Rudolph in Betrieb. Ihm folgte im Jahr 1810 Schacht Diederich. Im Jahr 1813 wurde mit dem Abbau an Schacht Henderich ausschließlich in der Nebenbank begonnen. Der Abbau in der Nebenbank wurde auch noch im Jahr 1815 durchgeführt. Im Jahr 1820 wurde am Neubau-Schacht in der Nebenbank abgebaut. Ab Mai desselben Jahres wurde am Neubau-Schacht nur noch in der Hessenbank abgebaut. Im Jahr 1825 waren die Schächte Rudolph und Lazarus in Förderung. Im Jahr 1830 war nur Schacht Rudolph in Förderung, der Schacht hatte ein jährliches Fördervermögen von 3000 preußische Tonnen. Im Oktober des Jahres 1832 wurde die Zeche Hessenbank stillgelegt. Am 8. Dezember des Jahres 1849 wurde das Längenfeld Hessennebenbank verliehen. Im Jahr darauf waren vermutlich noch einmal der Schacht Lazarus und der Schacht Lucas in Betrieb. Am 24. Juli des Jahres 1853 wurde das Längenfeld Hessenbank Nr. 3 verliehen. Noch vor dem Jahr 1876 wurde das Bergwerk mit der Nachbarzeche Isabelle zur neuen Zeche Hessenbank & Isabelle konsolidiert.

## Heutiger Zustand
Heute erinnerte eine Straße im Stadtteil Barop an das Bergwerk. Auf dem Gelände der ehemaligen Zeche befindet sich eine Kleingartenanlage.